# Bristol Sycamore

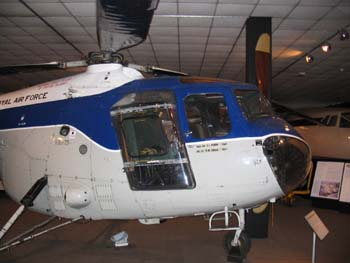
Bristol Sycamore della Royal Air Force.

Il Bristol Type 171 Sycamore era un elicottero leggero multiruolo con motore radiale e rotore a tre pale, sviluppato negli anni dopo la seconda guerra mondiale dall'azienda britannica Bristol Aeroplane Company.
È stato il primo elicottero di progettazione inglese in dotazione alla Royal Air Force, la quale lo impiegò per ruoli di ricerca e salvataggio e lotta antisommergibile
Impiegato anche dalle forze armate di Australia, Belgio e Germania, il modello venne impiegato anche in versioni civili fino alla fine degli anni sessanta.
Il nome dell'elicottero deriva dai semi dell'albero di acero montano (Acer pseudoplatanus) che cadono al suolo con un movimento rotatorio.

## Storia

### Sviluppo
La Bristol iniziò il suo lavoro di ricerca e progettazione in seguito all'invasione alleata in Europa nel 1944, quando furono disponibili i primi ingegneri della Airborne Forces Experimental Establishment anche nota con l'acronimo AFEE. L'AFEE aveva già condotto in passato lavori di ricerca sugli elicotteri su iniziativa di Raoul Hafner, ma fu principalmente il successo avuto dagli alianti da trasporto Airspeed Horsa e General Aircraft Hamilcar utilizzati nello sbarco in Normandia che diede nuovo impulso alla ricerca per la costruzione di un elicottero.
La progettazione del Sycamore risale quindi ancora al giugno del 1944 e proseguì per ulteriori due anni. Il primo volo fu effettuato il 27 luglio 1947 con il prototipo VL958, dotato di un motore radiale Pratt & Whitney R-985 Wasp Junior da 450 hp (335 kW). Il prototipo Sycamore Mk.2 fu invece completato nell'estate del 1948 e, dotato del radiale di costruzione britannica Alvis Leonides 71 da 550 hp (410 kW), divenne di fatto la versione standard che fu poi prodotta.
Il Sycamore fu prodotto sia in versione militare che in versione civile, anche se la versione civile non veniva nominata Sycamore bensì Bristol Type 171.

### Impiego operativo

#### Militare
Nel corso della Crisi di Suez fu attuato il primo attacco su larga scala effettuato con elicotteri. Il 6 novembre 1956 elicotteri Bristol Sycamore e Westland Whirlwind decollati dalla Ocean e dalla Theseus sbarcarono 425 uomini del 45° Commando e più di 20 tonnellate di attrezzature a Port Said in soli 90 minuti.

## Utilizzatori

### Civili
Australia
- Australian National Airways/Ansett-ANA

 Regno Unito
- British European Airways

### Militari
Australia
- Royal Australian Air Force
- Royal Australian Navy

 Belgio
- Composante air de l'armée belge

 Germania
- Heer
- Deutsche Marine

 Regno Unito
- Royal Air Force
- Army Air Corps